# Chapelle Saint-Jean-Baptiste (Toulouse)
Pour les articles homonymes, voir Chapelle Saint-Jean-Baptiste.
La chapelle Saint-Jean-Baptiste est située au cœur du vieux Toulouse, au no 7 rue Antonin-Mercié, près du musée des Augustins. Elle dépend du secteur paroissial de l'église Saint-Jérôme. Elle ne doit pas être confondue avec l'église du même nom au quartier des Sept Deniers.

## Historique
La chapelle Saint-Jean-Baptiste était celle de la « Confrérie toulousaine des Pénitents gris ». Cette confrérie de pénitents est créée le 11 avril 1577 par 24 habitants de Toulouse dans le cloître des Dominicains, peu après celle des Pénitents blancs, des Pénitents noirs et des Pénitents bleus. Ils s'étaient installés en 1578 dans trois petites maisons de la rue des Lois et avaient obtenu de l'archevêque de Toulouse, le cardinal Georges d'Armagnac, d'y construire leur chapelle. En 1608, ils l'agrandissaient par l'achat d'un terrain de l'actuelle rue des Pénitents-Gris. À la Révolution, la confrérie fut cependant dissoute, les confréries ayant été fermées par décret le 18 août 1792, et la chapelle fut détruite.
En 1822, la confrérie se reconstitua et commença à se réunir dans l'église Saint-Pierre. Les membres de la confrérie achetèrent le 14 décembre 1825 un vieil hôtel particulier construit à la fin du XVIe siècle, ayant appartenu au capitoul Guillaume de Jessé et situé rue du Musée (aujourd'hui no 7 rue Antonin-Mercié) pour y construire un lieu de culte. La chapelle fut bénite le 7 août 1827. C'est une chapelle de style Empire avec une tribune supportée par quatre colonnes de marbre rose, provenant d'autres églises désaffectées et cédées par la municipalité, et un portail, vestige de l'ancienne propriété. On replaça au-dessus de ce dernier un bas-relief gothique venant de l'ancienne chapelle de la rue des Pénitents-Gris. Le campanile, en façade, supporte une cloche Fa4 de la maison toulousaine Louison, fondue en 1847.
Le nombre de pénitents diminuant régulièrement, la confrérie des Pénitents gris fut dissoute par une assemblée générale de cette association pieuse en 1848. La chapelle devint la propriété du diocèse de Toulouse le 18 novembre 1852. Elle l’est encore aujourd’hui, contre le cours de l'Histoire, puisque la loi de séparation des Églises et de l'État de 1905 aurait dû en faire une propriété communale.
Depuis 2003, la messe dans la forme tridentine du rite romain y est célébrée par un prêtre de l'Institut du Christ Roi Souverain Prêtre (qui est une société apostolique en forme canoniale, de droit pontifical.) La célébration des sacrements conformément au missel de Jean XXIII s'inscrit dans la ligne du Motu Proprio Ecclesia Dei publié par Jean-Paul II le 2 juillet 1988 et du Motu Proprio Summorum Pontificum publié le 7 juillet 2007 par Benoît XVI. En 2008, le chanoine Tancrède Guillard a été nommé vicaire de la paroisse Saint-Jérôme. En septembre 2016, le Chanoine Thibaut d’Aviau de Ternay a pris sa succession. Le 12 avril 2019 par décret de Robert Le Gall érige canoniquement la chapelle en chapelle canonique destinée à une chapellenie confiée à un chapelain, conformément au canon 564. Le 18 avril, le chanoine Thibaut d'Aviau de Ternay est nommé chapelain par l'archevêque de Toulouse de cette nouvelle structure. Tous les sacrements peuvent y être célébrés, et notamment le baptême et le mariage, comme aussi les autres fonctions énoncées au canon 530 paragraphe 1 à 7.

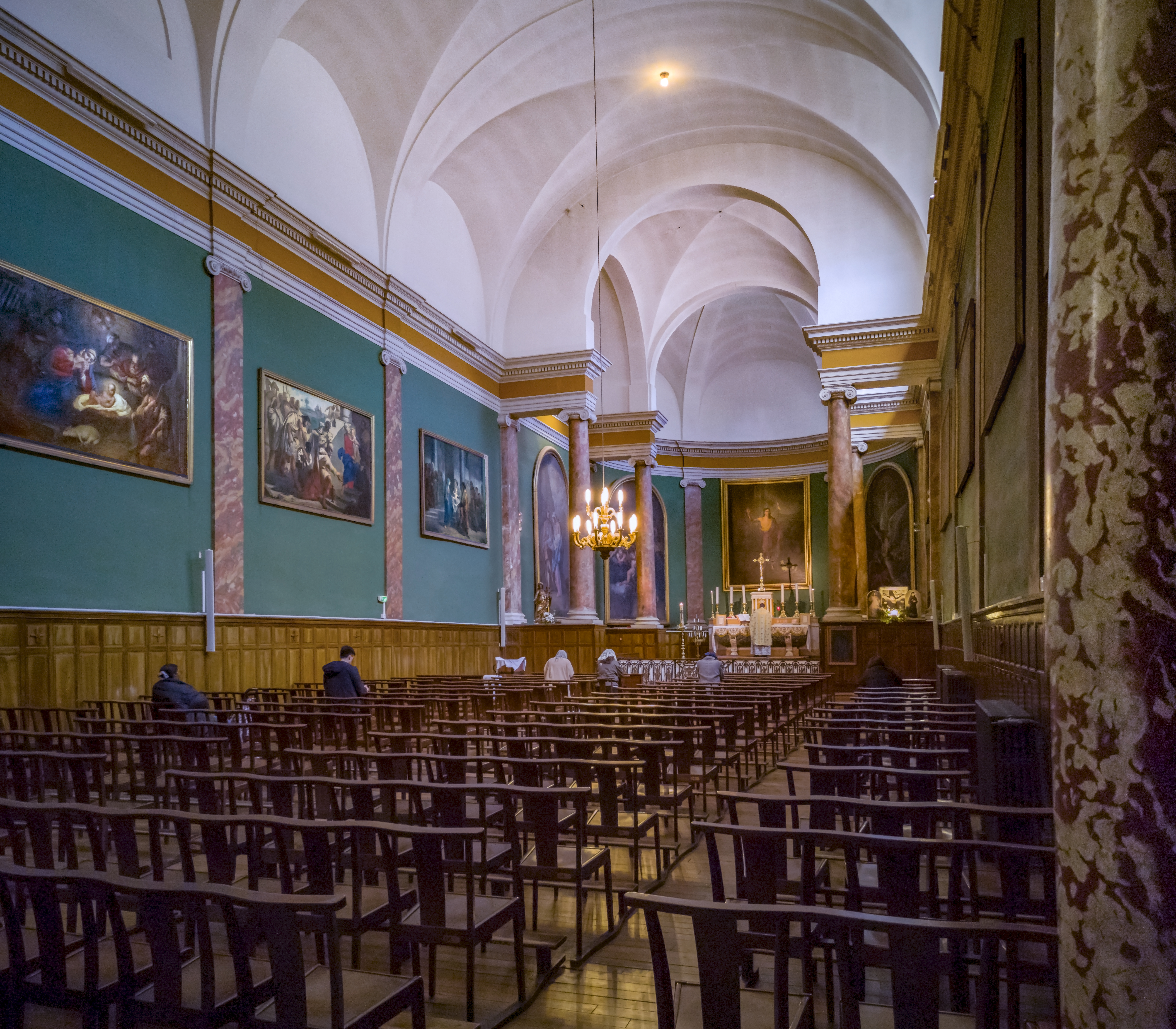
Vue de la nef